# Port lotniczy Peoria-General Wayne A. Downing
Port lotniczy Peoria-General Wayne A. Downing (IATA: PIA, ICAO: KPIA) – port lotniczy położony 7 km na zachód od Peoria, w stanie Illinois, w Stanach Zjednoczonych.

## Linie lotnicze i połączenia
- Allegiant Air (Las Vegas, Phoenix-Mesa, St. Petersburg-Clearwater)
- American Eagle Airlines (Dallas/Fort Worth)
- AmericanConnection obsługiwane przez Chautauqua Airlines (Chicago-O'Hare)
- Delta Connection obsługiwane przez Pinnacle Airlines (Detroit, Minneapolis/St. Paul)
- United Express obsługiwane przez SkyWest (Chicago-O'Hare, Denver)